# Трох, Фин
Фин Трох (фр. Fien Troch; род. 1978, Лондерзел, Бельгия) — бельгийский кинорежиссер, сценарист и продюсер.

## Биография
Фин Трох родилась в 1978 году в Лондерзеле, что в Фламандском Брабанте в Бельгии. Её отец Людо Трох является известным бельгийским киномонтажером. После окончания в 2000 году художественной академии Sint-Lukas в Брюсселе она получила ряд номинаций и наград в избранной ею карьере кинематографиста.
После нескольких короткометражек Фин Трох в 2005 году сняла свой первый полнометражный фильм «Чужое счастье», психологическую драму, который повествует о том, как роковая автокатастрофа повлияла на жизнь небольшого села в Фландрии. Фильм был номинирован на Гран-при Гентского международного кинофестиваля и на Премию Жозефа Плато (2002) в категориях «Лучший бельгийский режиссер» и «Лучший бельгийский сценарий».Кроме того, в 2005 году на кинофестивале в Салониках он получил «Золотого Александра» и награду за лучший сценарий.На 62-м Международном Туринском кинофестивале фильм получил приз за лучшую женскую роль.
Второй полнометражный фильм Фин Трох «Необъяснимое» 2008 года изображает последствия исчезновения молодой девушки. Лента была отмечена Премией Андре Каванса Бельгийской Ассоциации кинокритиков как лучший бельгийский фильм года. Фильм Трох 2012 года «Малыш» был номинирован на бельгийскую национальную кинопремию «Магритт».
Фильм Фин Трох 2016 года «Дом» получил награду за лучшую режиссуру в секции «Горизонты» на 73-м Венецианском международном кинофестивале. В 2018 году он был выдвинут в четырёх номинациях на соискание премии «Магритт».
В 2017 году Фин Трох входила в состав жюри секции «Горизинты» 74-го Венецианского международного кинофестиваля, возглавляемого Джанни Амелио.